# تیغ‌پره‌ای
تیغ‌پره‌ای (نام علمی: Plectrogenium) نام یک سرده از تیره عقرب‌ماهیان است.